# Maher Ghanami
Maher Ghanmi (ur. 7 lipca 1994) – tunezyjski zapaśnik walczący w stylu wolnym. Brązowy medalista igrzysk afrykańskich w 2019. Zdobył pięć medali na mistrzostwach Afryki w latach 2014 – 2020. Mistrz arabski w 2014 i 2018 roku.